# Pushun
Pushun (kinesiska: 普顺) är en köping i sydvästra Kina. Den ligger i Dianjiang härad i storstadsområdet Chongqing, omkring 140 kilometer nordost om det centrala stadsdistriktet Yuzhong. Antalet invånare är 21 940. Befolkningen består av 11 044 kvinnor och 10 896 män. Barn under 15 år utgör 27,0 %, vuxna 15-64 år 56 %, och äldre över 65 år 15,0 %.